# Jörg Ludewig

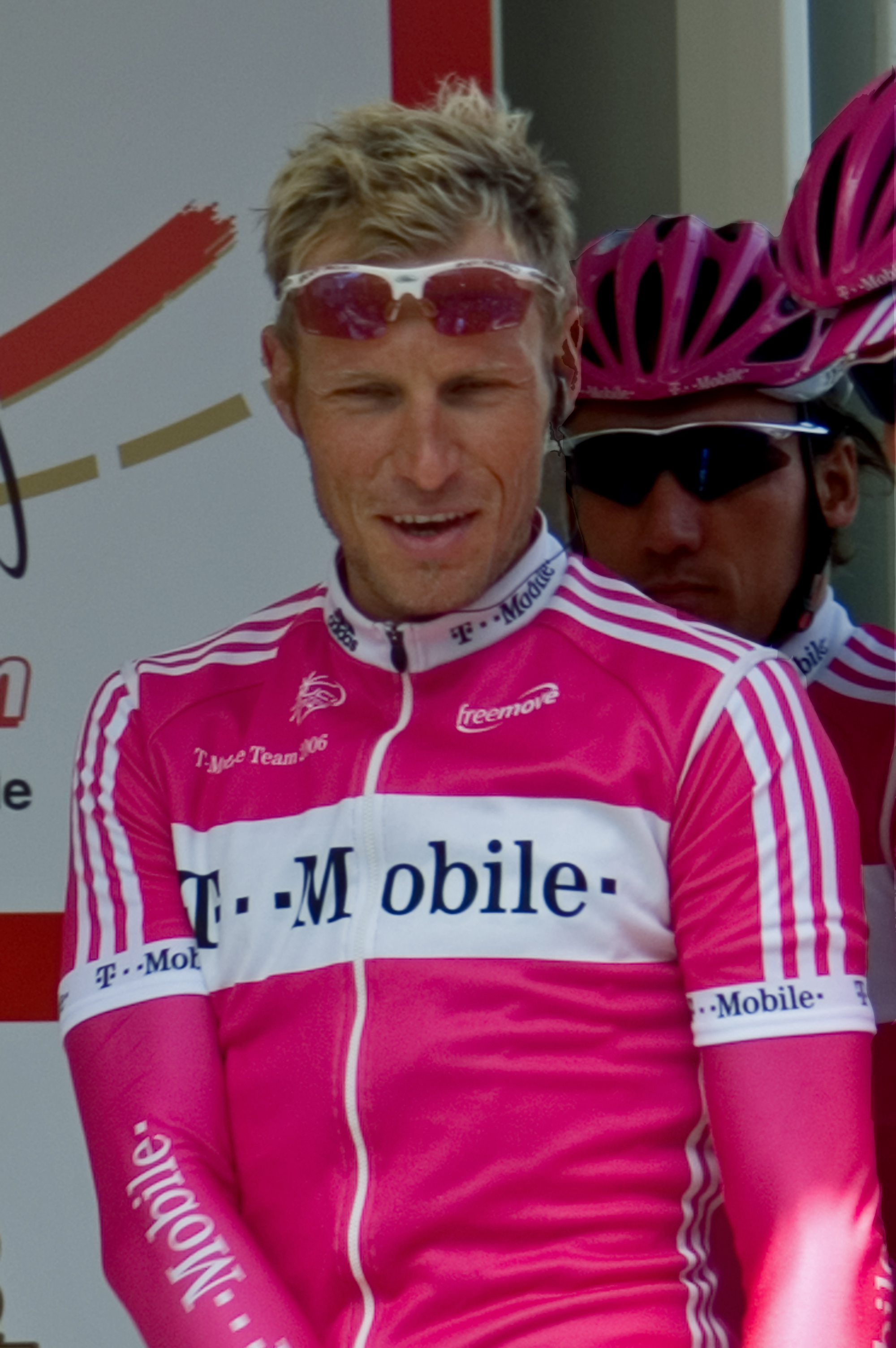
Rund um den Henninger-Turm (2006)

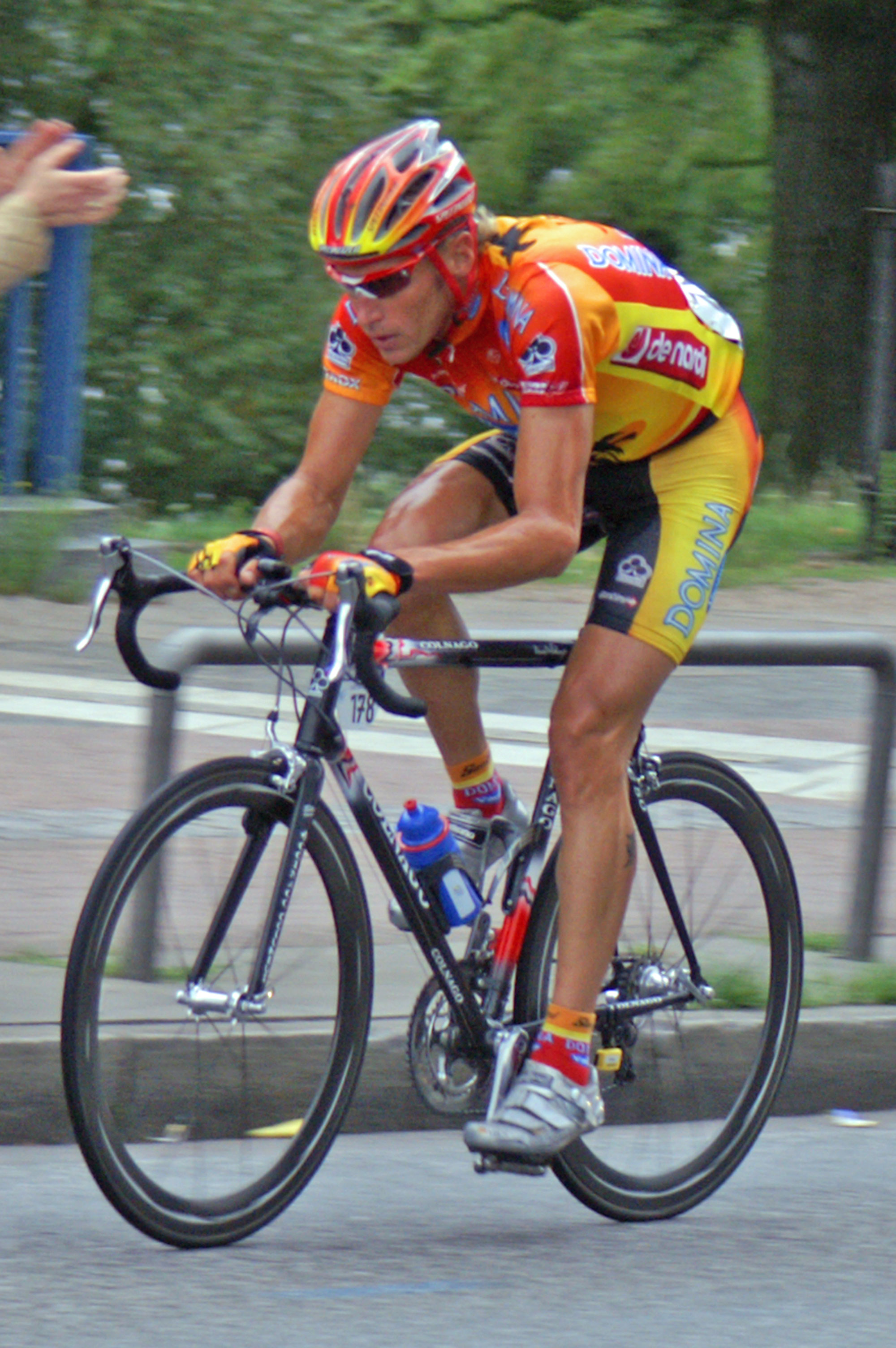
Bei den HEW Cyclassics 2005

Jörg Ludewig (* 9. September 1975 in Halle (Westfalen)) ist ein ehemaliger deutscher Radrennfahrer.

## Karriere
Nachdem Ludewig als Amateur bei den UCI-Straßen-Weltmeisterschaften 1993 Vizeweltmeister im Mannschaftszeitfahren wurde, fuhr er als Profi für verschiedene Radsportteams: 1997 und 1998 Bayer Worringen, 1999 Gerolsteiner, 2000 bis 2004 Saeco, 2005 Domina Vacanze, 2006 T-Mobile und 2007 Wiesenhof-Felt.
In den Jahren 2003, 2004 und 2005 nahm Ludewig als Wasserträger an der Tour de France teil und beendete die Rundfahrt jeweils auf den Plätzen 38, 55 und 35. Zu seinen größten individuellen Erfolgen gehört ein Etappensieg bei der Bayern-Rundfahrt 2001.
Am 4. Juli 2006 wurde bekannt, dass Ludewig sich 1998 um die Beschaffung von Dopingmitteln bemüht habe. Ludewig räumte ein, sich in einem Fax über Dopingmöglichkeiten informiert zu haben, er habe aber nie gedopt. Am 2. August 2006 entschied T-Mobile, dass er in der Saison 2006 wegen der Dopingproblematik keine Renneinsätze mehr bekommen sollte. Sein Vertrag wurde nicht verlängert.
Zum Ende der Saison 2007 beendete Ludewig seine aktive Radsportkarriere. Als Grund gab er u. a. die Schwierigkeit einen adäquaten Vertrag für 2008 zu erhalten und die Enttäuschung über die Nichtnominierung zur Deutschland Tour 2007 durch das Team Wiesenhof-Felt an.
Nach Beendigung seiner Laufbahn als Aktiver begann Ludewig bei der CarbonSports GmbH, dem Hersteller der Lightweight-Laufräder eine Tätigkeit als Verkaufsleiter. Ferner betätigte er sich seit Sommer 2008 als Organisator von Deutschlands größtem Bergzeitfahren, dem Lightweight Uphill 2008. In den Jahren 2013 und 2014 nahm Ludewig verstärkt als Teamleiter für das Team Alpecin an Jedermann-Radmarathons im Alpenraum teil und kümmerte sich um die Bielefelder Radrennbahn.
Ludewig ist derzeit Co-Kommentator bei Eurosportübertragungen von Radrennen.

## Erfolge
- Vize-Weltmeister Mannschaftszeitfahren 1993
- eine Etappe Tour de l’Avenir 1999
- GP Solidarnosz 1999
- eine Etappe Course de la Solidarité Olympique 1999
- Bergwertung Regio-Tour 2000
- eine Etappe Bayernrundfahrt 2001
- Sprintwertung Tour Down Under 2002
- Berg- und Sprintwertung Hessen-Rundfahrt 2005
- Son Servera 2005
- eine Etappe Tour of Qinghai Lake 2007

## Grand-Tour-Platzierungen
| Grand Tour            | 2000 | 2001 | 2002 | 2003 | 2004 | 2005 | 2006 |
| --------------------- | ---- | ---- | ---- | ---- | ---- | ---- | ---- |
| Giro d’ItaliaGiro     | –    | –    | –    | –    | –    | –    | 51   |
| Tour de FranceTour    | –    | –    | –    | 38   | 55   | 38   | –    |
| Vuelta a EspañaVuelta | DNF  | 85   | –    | –    | –    | –    | –    |

## Teams
- 1997–1998 EC Bayer-Worringen
- 1999 Team Gerolsteiner
- 2000–2004 Saeco
- 2005 Domina Vacanze
- 2006 T-Mobile Team
- 2007 Team Wiesenhof-Felt